# 多元主义民主
在《苏联大百科全书》第三版（1970年—1979年）中，多元主义民主被描述为一种存在多个权力中心的政治制度。
现代民主国家在定义上即为多元主义民主，因为它们允许结社自由；然而，多元主义可能存在于非民主制度中。在多元主义民主制度中，个人通过组建成功的选举联盟来获得正式的政治权力。  
这种联盟的形成是政治领导人与社群内各组织的次级领导人之间通过协商过程达成的。选举联盟的形成是必要的，这使得各组织的领导人能够提出诉求并表达其成员的观点。
来自加拿大的多元主义者哈梅德·卡泽姆扎德认为，多元主义民主意味着由多个群体，而非整体人民，来治理、引导和管理社会，并将其视为对多样性的尊重伦理。